# محمد قاسمي (قرية)
محمد قاسمي (بالفارسية: محمد قاسمى) (بالإنجليزية: Mohammad Qasemi)‏، قرية في ناحية بيرم (بالفارسية: بخش بيرم)، قسم بلاده الريفي، مقاطعة لارستان، محافظة فارس، إيران. يبلغ عدد سكانها حسب إحصاء عام 2006 ميلادية 543 نسمة في 93 عائلة.